# Robin Vanderbemden
Robin Vanderbemden, född 10 februari 1994, är en friidrottare från Belgien. Han deltog vid olympiska sommarspelen 2020.